# حرثان (حالمين)

تعديل مصدري - تعديل

حرثان هي إحدى قرى عزلة حبيل الريدة بمديرية حالمين التابعة لمحافظة لحج، بلغ تعداد سكانها 237 نسمة حسب تعداد اليمن لعام 2004.